# رالف هوسكينغ
رالف هوسكينغ هو لاعب هوكي الجليد كندي، ولد في 8 أغسطس 1927 في تورونتو في كندا.

## وصلات خارجية
- رالف هوسكينغ على موقع HockeyDB.com (الإنجليزية)